# Barleria dentata
Barleria dentata är en akantusväxtart som beskrevs av Hedren. Barleria dentata ingår i släktet Barleria och familjen akantusväxter. Inga underarter finns listade i Catalogue of Life.